# Helenieae
Helenieae, tribus glavočika u potporodici Asteroideae. Postoji 14 rodova
Ime je došlo po američkom rodu sunčana zaručnica ili helenijum (Helenium), raširenom od Kanadee do Ognjene Zemlje

## Podtribusi i rodovi
1. Gaillardiinae Less.
  1. Balduina Nutt.
  2. Gaillardia Foug.
  3. Helenium L.
2. Marshalliinae H.Rob.
  1. Marshallia Schreb.
3. Plateileminae B.G.Baldwin
  1. Plateilema (A. Gray) Cockerell
4. Psathyrotinae B.G.Baldwin
  1. Pelucha S. Watson
  2. Psathyrotes A. Gray
  3. Trichoptilium A. Gray
5. Tetraneuridinae Rydb.
  1. Amblyolepis DC.
  2. Baileya Harv. & A. Gray
  3. Hymenoxys Cass.
  4. Psilostrophe DC.
  5. Tetraneuris Greene